# Charles Ammon (1er baron Ammon)
Charles George Ammon (22 avril 1873-2 avril 1960) est un homme politique du parti travailliste britannique.

## Jeunesse
Fils de Charles George et de Mary Ammon, il fait ses études dans les écoles élémentaires publiques. Il est actif au sein du Parti travailliste indépendant et est objecteur de conscience pendant la Première Guerre mondiale, devenant lobbyiste en chef au Parlement pour le No-Conscription Fellowship.
Ammon travaille avec la Poste pendant vingt-quatre ans. Il est actif au sein de l' Association Fawcett, puis est secrétaire du Syndicat des Postes de 1920 à 1928. Il est également le premier secrétaire général du Syndicat national des quais, des quais et du personnel maritime, et le secrétaire organisateur du Syndicat de la fonction publique.
Ammon est conseiller du comté de Londres pour Camberwell North de 1919 à 1925 et 1934–1946, et président du conseil du comté de Londres en 1941–1942. Il est conseiller municipal de Camberwell de 1934 à 1953 et maire de Camberwell, de 1950 à 1951.

## Parlement
Ammon est député pour Camberwell North de 1922 à 1931 et de 1935 à 1944, se présentant sans succès pour le siège en 1918 et 1931. Il est whip du parti travailliste en 1923 et membre du comité exécutif national du parti travailliste, de 1921 à 1926. Il est secrétaire parlementaire de l'Amirauté en 1924 et de nouveau en 1929-1931 et est membre de la mission ouest-africaine de 1938 à 1939 et du comité restreint des dépenses nationales, de 1939 à 1944. Il est président temporaire de comités en 1943 et la même année est président d'une commission parlementaire chargée d'enquêter sur l'avenir du dominion de Terre-Neuve.
Il est élevé à la pairie comme baron Ammon, de Camberwell dans le comté de Surrey, en 1944 et est nommé conseiller privé en 1945. À la Chambre des lords, il est capitaine des Gentlemen-at-Arms (whip en chef) de 1945 à 1949 et vice-président de la Chambre de 1945 à 1958. En 1947, il est président d'une mission parlementaire en Chine. Il est le premier président du National Dock Labor Board 1944–1950. Sa carrière politique prend fin lorsqu'il se heurte au gouvernement à la suite de la grève des docks de Londres en 1949.
En dehors du Parlement, il est président de l'Union britannique Band of Hope et prédicateur méthodiste local. Il est président de la Ligue internationale d'arbitrage, vice-président de la Royal National Lifeboat Institution, gouverneur de la London School of Economics et du Dulwich College et président des administrateurs de Crystal Palace. Il est membre de la Commission des îles anglo-normandes en 1947.
Son fils unique Charles Kempley Ammon (1907-1909) meurt avant lui et la pairie disparait à sa mort en avril 1960, à l'âge de 86 ans.